# バフメーチェフスキー・バス・ガレージ

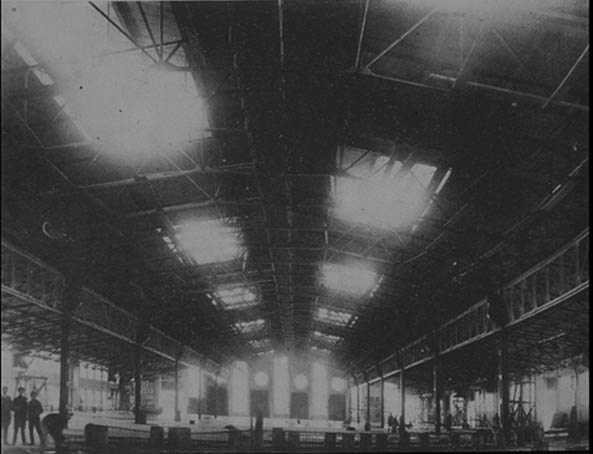
コンスタンチン・メーリニコフとウラジーミル・シューホフによるバフメーチェフスキー・バス・ガレージの内装（1929年、 モスクワ）

バフメーチェフスキー・バス・ガレージ（Bakhmetevsky Bus Garage）は、ロシア、モスクワのバフメーチェフスカヤ通り（現在のオブラズツォーフ通り）に建設されたバス・ガレージ。
ロシア構成主義の建築。1926年から1928年にかけて建築家のコンスタンチン・メーリニコフ（メリニコフ）と技師のウラジーミル・シューホフにより手がけられた。
1925年にパリでタクシー・ガレージを設計したメーリニコフは、イギリスから輸入した「レイランド」バスを使用することとなったバフメーチェフスキー・バス操車場と車庫の設計に取り掛かった。メーリニコフは、ここで、パリのタクシー・ガレージ同様、バックしないで車両の出し入れが可能なユニフロー・システムを導入し、効率的な機能を持つバス操車場を作り上げた。現在、ロシア構造主義建築の代表作として修復中である。